# Баришництво
Бари́шництво — посередницькі торговельні послуги. В Україні розвинулося за умов панування торговельного складського права, що забороняло приїжджим купцям торгувати між собою і гарантувало місцевим жителям право на надання торговельних послуг купецтву, яке прибуло в дану місцевість. Баришники обслуговували велику, насамперед міжнародну, торгівлю, допомагали в організації продажу товарів, привезених іноземцями в Україну, а також закупівлі товарів на експорт, перебували під юрисдикцією міських урядів. Баришницькі послуги, як правило, оплачувалися чвертю прибутку — «баришем». Відомі спроби монополізації баришницького промислу, зокрема в Ніжині на початку 18 сторіччя.

## Джерело
- О.Ф. Сидоренко.  Баришництво [Архівовано 28 квітня 2016 у Wayback Machine.] // Енциклопедія історії України : у 10 т. / редкол.: В. А. Смолій (голова) та ін. ; Інститут історії України НАН України. — К. : Наукова думка, 2003. — Т. 1 : А — В. — С. 191. — ISBN 966-00-0734-5.